# کوین روچتو
کوین روچتو (انگلیسی: Kévin Rocheteau؛ زادهٔ ۱۰ ژوئیهٔ ۱۹۹۳) بازیکن فوتبال اهل فرانسه است.